# Camille Balanche
Camille Balanche (Le Locle, 1 de marzo de 1990) es una deportista suiza que compite en ciclismo de montaña en la disciplina de descenso.
Ganó tres medallas en el Campeonato Mundial de Ciclismo de Montaña entre los años 2020 y 2023, y tres medallas en el Campeonato Europeo de Ciclismo de Montaña entre los años 2018 y 2022.

## Medallero internacional
| Campeonato Mundial | Campeonato Mundial             | Campeonato Mundial | Campeonato Mundial |
| Año                | Lugar                          | Medalla            | Competición        |
| ------------------ | ------------------------------ | ------------------ | ------------------ |
| 2020               | Leogang (Austria)              | Medalla de oro     | Descenso           |
| 2021               | Val di Sole (Italia)           | Medalla de bronce  | Descenso           |
| 2023               | Glasgow (Reino Unido)          | Medalla de plata   | Descenso           |
| Campeonato Europeo |                                |                    |                    |
| Año                | Lugar                          | Medalla            | Competición        |
| 2018               | Lousã (Portugal)               | Medalla de bronce  | Descenso           |
| 2019               | Pampilhosa da Serra (Portugal) | Medalla de oro     | Descenso           |
| 2022               | Maribor (Eslovenia)            | Medalla de plata   | Descenso           |